# 대한민국 형사소송법 제117조
대한민국 형사소송법 제117조는 집행의 보조에 대한 형사소송법의 조문이다.

## 조문
제117조(집행의 보조) 법원사무관등은 압수·수색영장의 집행에 관하여 필요한 때에는 사법경찰관리에게 보조를 구할 수 있다.  <개정 2007.6.1.>

第117條(執行의 輔助) 법원사무관등은 押收·搜索令狀의 執行에 關하여 必要한 때에는 司法警察官吏에게 輔助를 求할 수 있다.  <개정 2007.6.1.>

## 참고 문헌
- 손동권 신이철, 새로운 형사소송법(초판, 2013), 세창, 2013. ISBN 9788984114081

## 같이 보기
- 압수